# ادوارد برتون (بازیکن فوتبال)
ادوارد برتون (انگلیسی: Edward Burton؛ زادهٔ ۱۸۶۹) بازیکن فوتبال اهل بریتانیا است.
از باشگاه‌هایی که در آن بازی کرده‌است می‌توان به باشگاه فوتبال بیرمنگام سیتی اشاره کرد.